# Locroja (distrito)
Locroja é um distrito do Peru, departamento de Huancavelica, localizada na província de Churcampa.

## Transporte
O distrito de Locroja é servido pela seguinte rodovia:
- PE-3SD, que liga a cidade de San Miguel de Mayocc ao distrito de Ñahuimpuquio
- HV-131, que liga a cidade de Churcampa ao distrito de El Carmen [1][2][3]